# IAR 99
El IAR 99 "Șoim" ("halcón", en español) es un moderno avión de ataque ligero y entrenador militar biplaza avanzado construido por Întreprinderea de Avioane Craiova (IAv), también puede realizar apoyo aéreo y misiones de reconocimiento. Está destinado a sustituir a aviones anteriores como el Aero L-29 y el Aero L-39 como avión de entrenamiento dentro de la Fuerza Aérea de Rumanía.

## Desarrollo
El diseño de esta aeronave se inició en el año 1975, siendo el primer jet diseñado y construido en Rumanía. En 1979 se aprobó la financiación por parte del Gobierno rumano para la construcción del primer prototipo. El prototipo (S-001) realizó su vuelo inaugural el 21 de diciembre de 1985 llevando a los mandos al teniente coronel Vagner Ștefănel. Fue seguido por otros dos prototipos, el S-002 para pruebas estáticas en tierra y el S-003 al que luego se le dio el número de serie 7003 y al que se destinó a pruebas de vuelo.

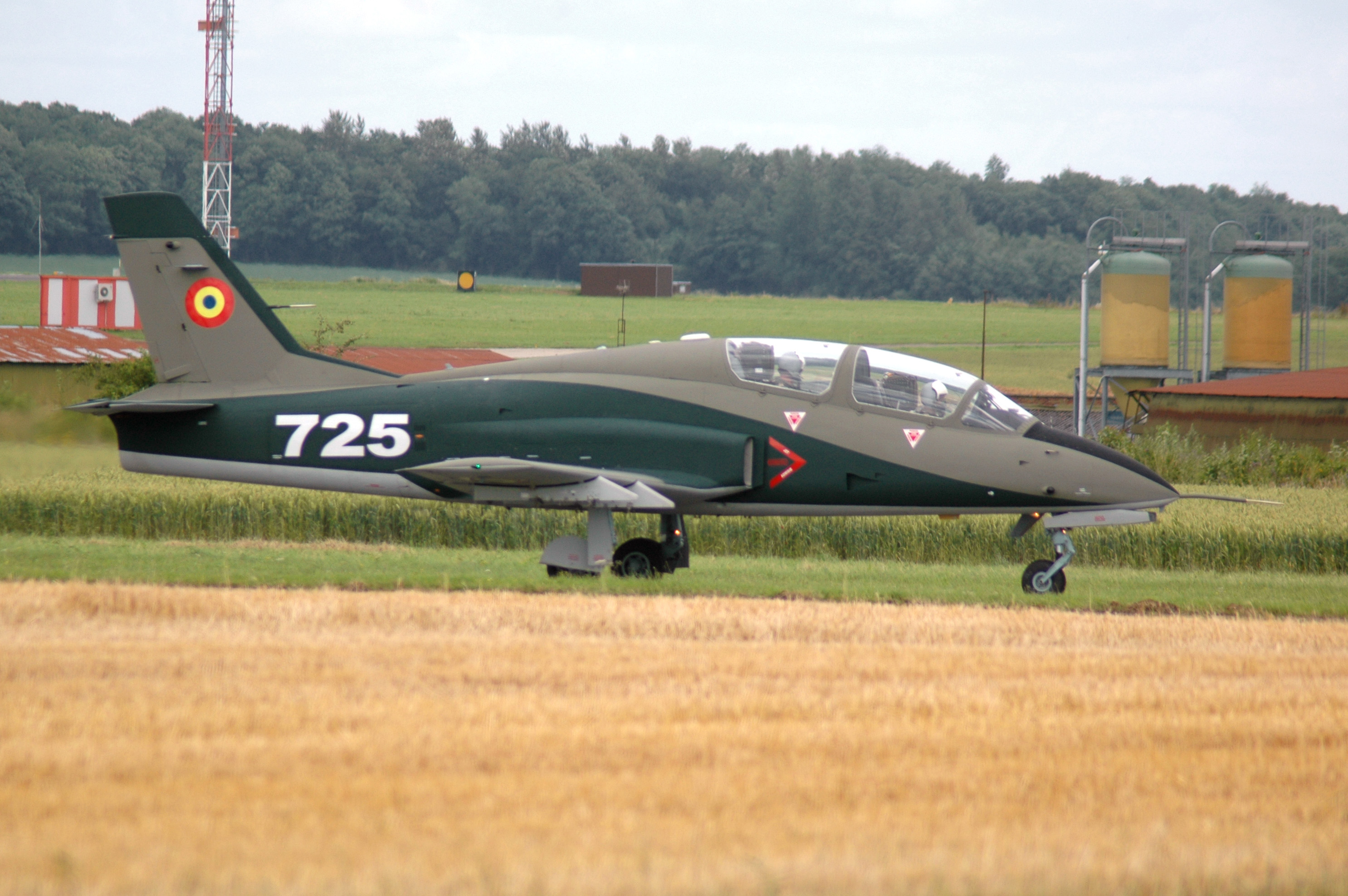
IAR 99 rodando por la pista

Este avión entró en producción en serie en 1987 y hasta 1989 se construyeron 17 unidades para la Aviación militar de Rumania.

## Diseño
El IAR 99 es un biplaza monomotor semi-monocasco de ala baja y recta. Está impulsado por un turborreactor Rolls-Royce Viper Mk632-41M sin postcombustión fabricado bajo licencia por Turbomecanica.

## Operadores
Rumania
- Fuerza Aérea Rumana

## Especificaciones (IAR 99)
Referencia datos: AVIOANE CRAIOVA SA

### Características generales
- Tripulación: 2 (alumno e instructor)
- Longitud: 11 m (36,1 ft)
- Envergadura: 9,9 m (32,3 ft)
- Altura: 3,9 m (12,8 ft)
- Superficie alar: 18,7 m² (201,3 ft²)
- Peso vacío: 3200 kg (7052,8 lb)
- Peso cargado: 4400 kg (9697,6 lb)
- Peso máximo al despegue: 5560 kg (12 254,2 lb)
- Planta motriz: 1× Turborreactor Rolls-Royce Viper Mk632-41M.
  - Empuje normal: 17,8 kN (1815 kgf; 4002 lbf) de empuje.

### Rendimiento
- Velocidad máxima operativa (Vno): 865 km/h (538 MPH; 467 kt)
- Alcance: 1100 km (594 nmi; 684 mi)
- Radio de acción: 385 m (1263 ft)
- Alcance en combate: 967 km (522 nmi; 601 mi) en configuración de ataque a tierra.
- Techo de vuelo: 12 900 m (42 323 ft)
- Régimen de ascenso: 1050 m/s (206 690 ft/min)
- Empuje/peso: 0.57

### Armamento
- Cañones: 1× Gryazev-Shipunov GSh-23 de 23 mm en contenedor
- Puntos de anclaje: 4 pilones bajo las alas para cargar 250 kg y uno central para 400 kg (puede transportar tanques auxiliares para combustible de 225 litros), con una capacidad de 1400 kg, para cargar una combinación de:  
  - Bombas: 

    - Bombas de propósito general:
      - Bombas BEM 250
      - Bombas BE 100
      - Bombas BE 50
      - Bombas Mk 82

    - Bombas guiadas:
      - Bomba con guía IR Opher
      - Bomba con guía Laser LGB

  - Cohetes: 

    - Lanzacohetes LPR de 57 mm

  - Misiles: 

    - Misil AAM AA-8 Aphid/R60
    - Misil AAM Python 3
    - Misil AAM R-550 Magic II

### Aeronaves similares
- Hongdu JL-8
- Kawasaki T-4
- Aero L-39 Albatros
- CASA C-101 Aviojet
- PZL I-22 Iryda
- BAE Hawk
- Dassault-Breguet/Dornier Alpha Jet
- AMX International AMX
- FMA IA 63 Pampa
- Soko G-4 Super Galeb
- Mikoyan MiG-AT

### Secuencias de designación
- IAR-93 - IAR-95 - IAR-99 - IAR-109